# Turismo na Argélia

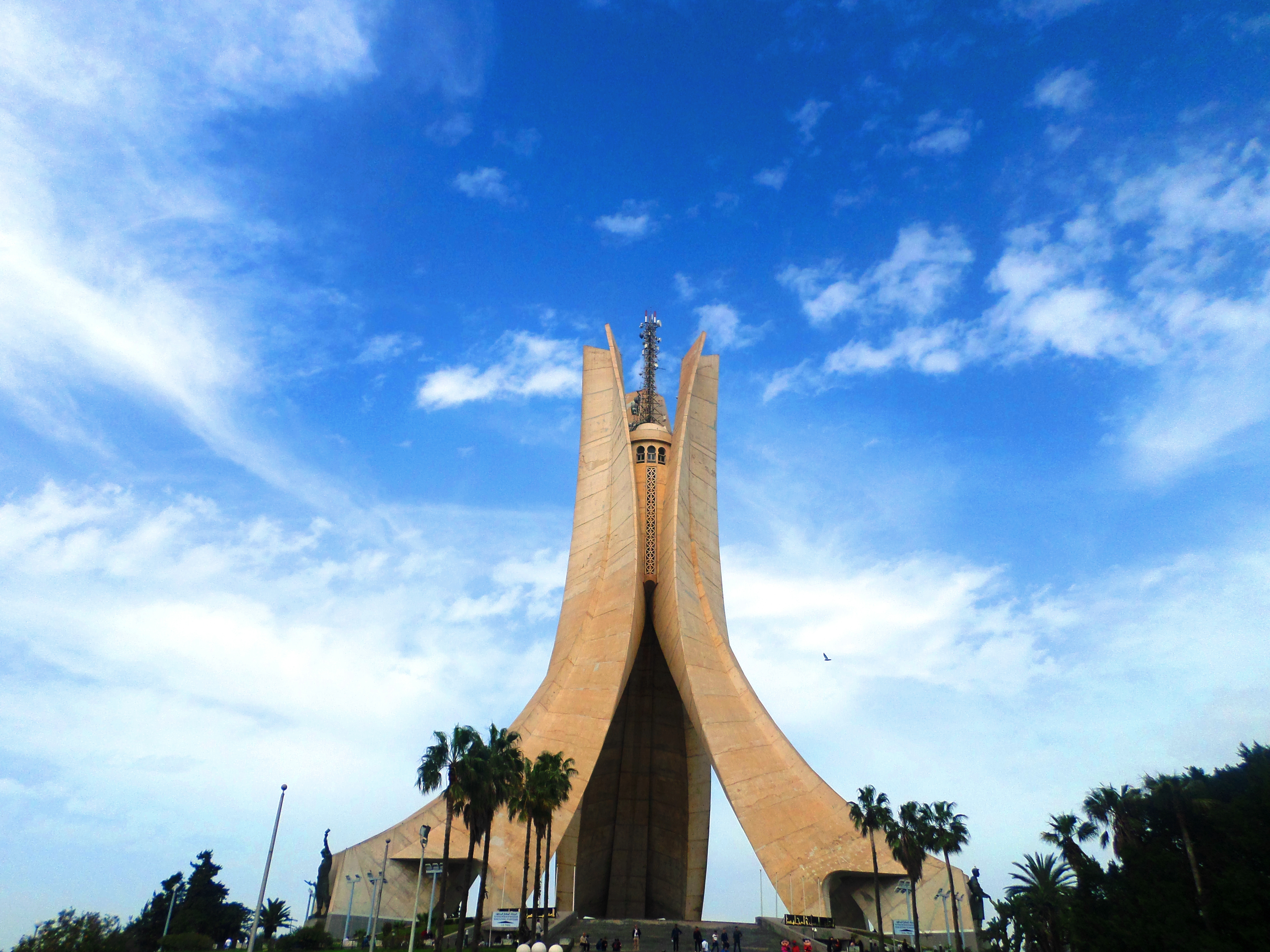
Monumento dos Mártires, Argel.

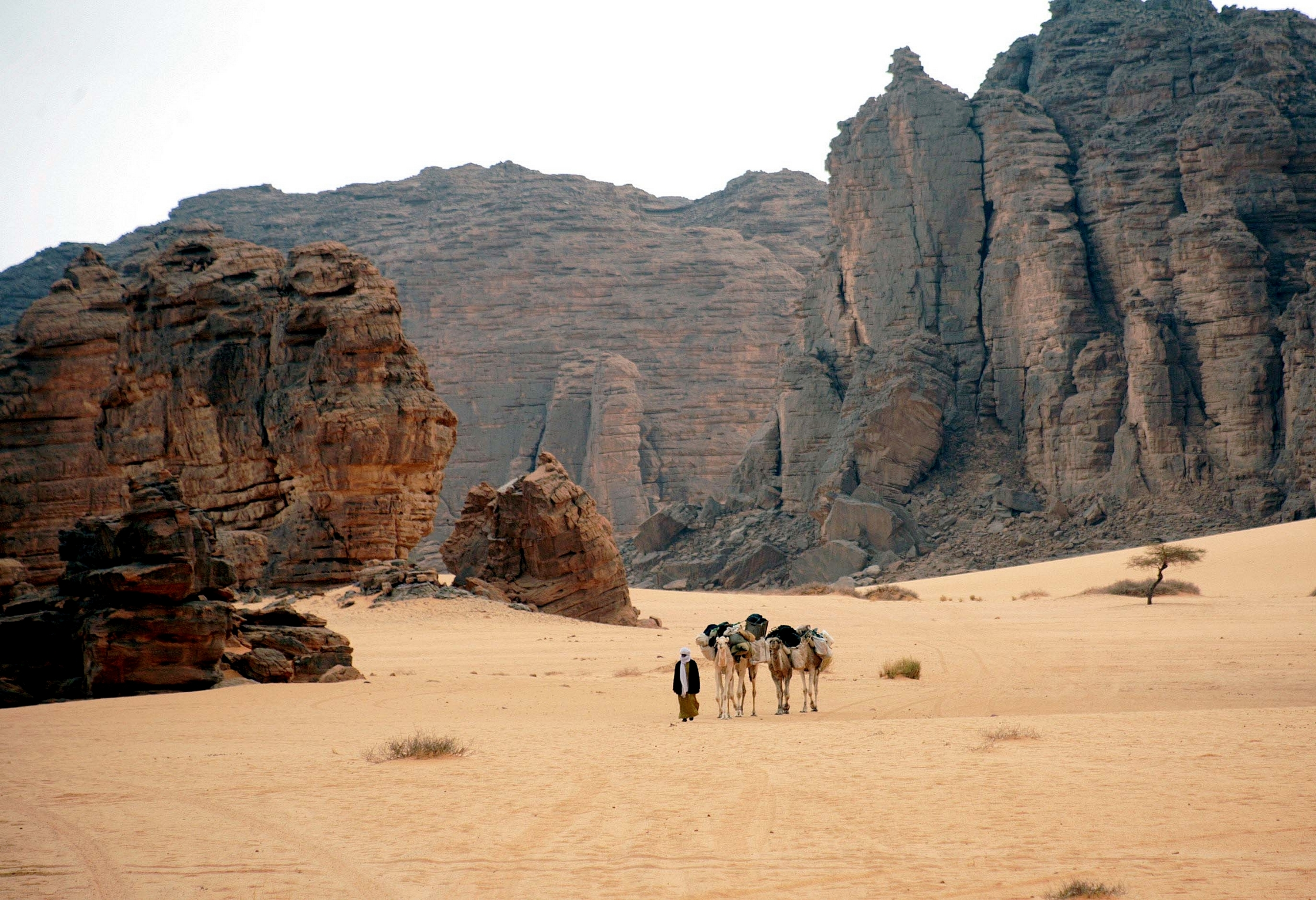
Tassili n'Ajjer na província de Tamanrasset.

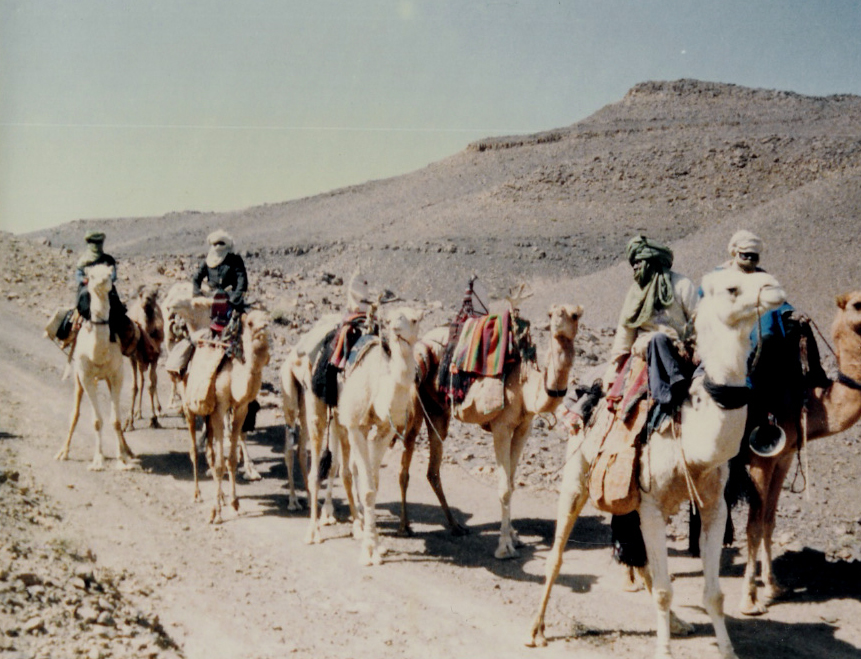
Caravana de nômades em Ahaggar.

A Argélia é membro da Organização Mundial do Turismo desde 1976, e o turismo na Argélia no relatório desta organização publicado em 2014, a Argélia foi o quarto destino turístico em África em 2013, com 2,7 milhões de turistas estrangeiros, e ocupa o posto 111 na cena do turismo internacional, segundo o World Tourism and Travel Council (WTTC) com sede em Londres. O setor do turismo em Argélia representa 9,5% da taxa de investimento produtivo e 8,1% do Produto Interno Bruto.
Argélia é o maior país do continente africano e o décimo maior país do mundo em extensão territorial. Localizado no norte de África, uma das principais atrações turísticas é o Saara, o segundo deserto maior do mundo. Algumas dunas de areia podem atingir 180 metros de altura.
Os principais concorrentes são os países mediterrâneos, a maioria dos quais têm desenvolvido uma economia de base sólida neste setor. O setor do turismo ainda é pouco desenvolvido em Argélia, por esta razão, o governo lançou um plano estratégico para impulsionar este setor em 2025.
Segundo uma sondagem de Encuesta Gallup do Índice de Lei e Ordem, que mede a segurança pessoal bem como as experiências pessoais de delinquência e aplicação da lei, a Argélia ocupou o sétimo lugar nos países mais seguros do mundo em 2017.
Segundo o Ou.S. News & World Report, a Argélia está classificada entre os 80 países mais importantes do mundo em 2018. Em seu ranking dos países mais importantes que é atualizado todo ano, o semanário elabora uma classificação baseada em vários critérios como negócios, cidadania, influência cultural, patrimônio, qualidade de vida ou a possibilidade de turismo.
O jornal nacional dos Estados Unidos, USA Today, classificouConstantina entre as onze cidades para visitar no mundo em 2018. O jornal baseou-se na experiência de Sal Lavallo, uma das pessoas mais jovens que visitou os 193 estados membros das Nações Unidas.

## Política de turismo do estado

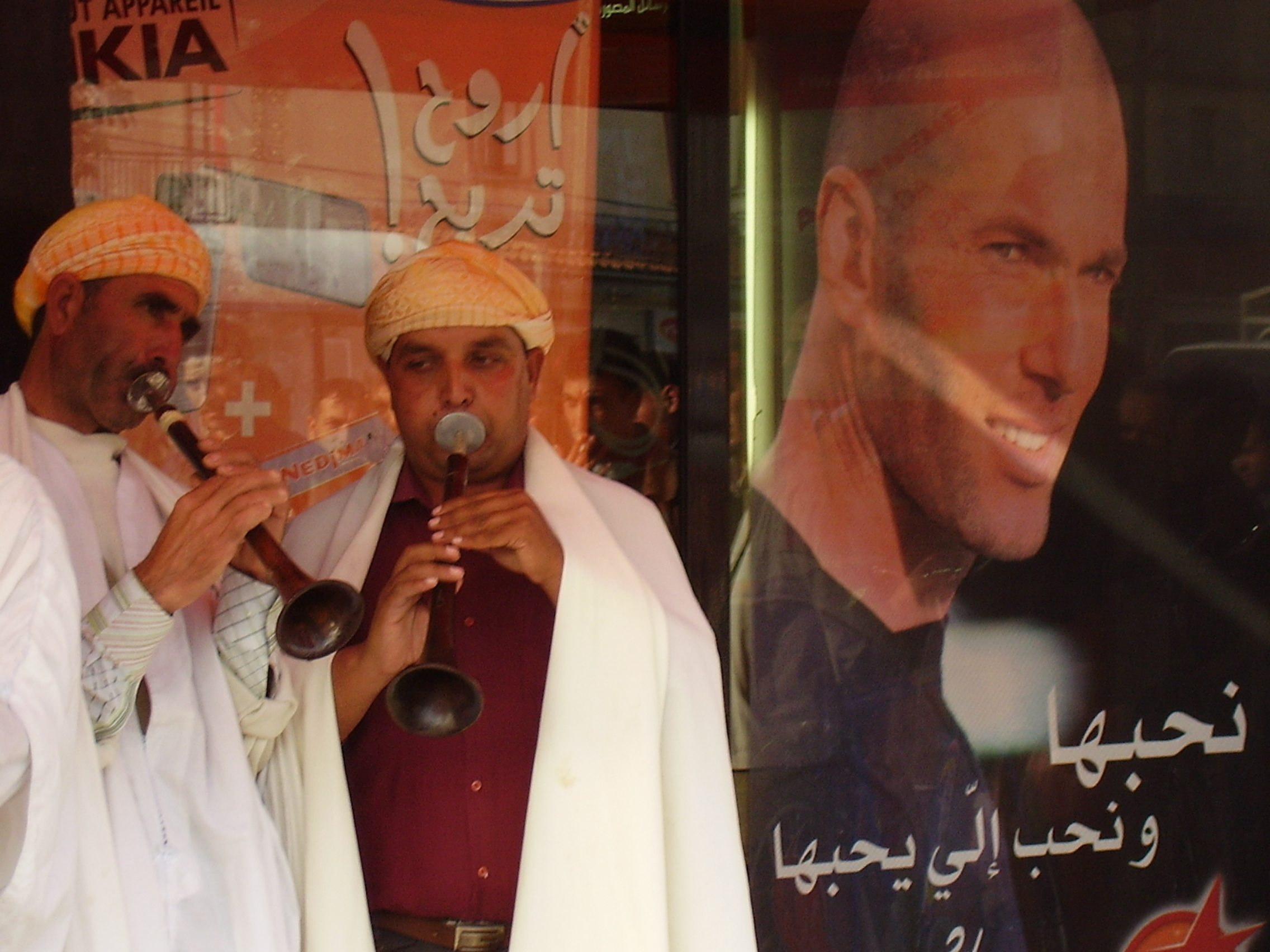
Dois idebbalen tocando numa rua de Bujía. Atrás de Zinedine Zidane num cartaz anunciando a empresa de telecomunicação argelina Ooredoo Algeria.

Um projeto desenvolvido durante a Conferência Nacional e Internacional de Turismo nasceu proporcionando uma nova dinâmica de recepção e gestão do turismo em Argélia. Este projeto chama-se "horizonte 2025". Os investidores estrangeiros, principalmente franceses, posicionam-se para dominar o mercado, centrando-se principalmente numa freguesia de negócios. Realizou-se uma primeira campanha publicitária dedicada à indústria para atrair inversoras e clientes estrangeiros, bem como medidas concretas como conferências, feiras comerciais ou comissões.
O futebolista internacional Zinedine Zidane, de ascendência argelina, é muito utilizado no marketing do turismo argelino.
O governo criou um Plano de Qualidade Turística na Argélia, mas até de 2010, apenas 10% das estruturas turísticas de Argélia tinham aderido a este programa. Os investidores seguem interessados no potencial do país, bem como as autoridades, como o representante do Secretário Geral da Organização Mundial do Turismo (OMC), Frédéric Perret disse na conferência da Exposição Internacional de Turismo e Viagens celebrada na Argélia. Em 2010, o setor turístico argelino foi alavancado pela popularização das praias mediterrâneas, pelo Parque Nacional Djurdjura, e por outros tesouros culturais e históricos. Como parte da política de desenvolvimento do turismo, 'Eductour' se organiza regularmente para o âmbito nacional e internacional.

## Patrimônios Mundiais

A o-Qal'a de Beni Hammad.

### A o-Qal'a de Beni Hammad
Ao Qal'a de Beni Hammad (em árabe: قلعة بني حماد) é uma cidade palatina fortificada na Argélia. Agora em ruínas, no século XI, serviu como a primeira capital da dinastía Hammadid. Está nas montanhas de Hodna ao nordeste da Província de M'Sila, a uma altura de 1.418 metros, e recebe abundante água das montanhas circundantes. A fortaleza Beni Hammad está para perto de a cidade de Maadid, a 225 km ao sudeste de Argel, no Magreb. Em 1980, foi inscrito como Patrimônio da Humanidade pela UNESCO, e descrito como "uma imagem autêntica de uma cidade muçulmana fortificada".
A cidade inclui uma linha de muros de 7 km. Dentro das paredes há quatro complexos residenciais, e a maior mesquita construída na Argélia após a de Mansourah. É similar em desenho à Grande Mesquita de Kairuán, com um mirante 20 metros de altura. As escavações trouxeram à tona numerosas terracotas, jóias, moedas e cerâmicas que dão amostra a riqueza da civilização da dinastía Hammadid. Também entre os artefatos descobertos se encontram várias fontes decorativas que usam o leão como motivo. Os restos do palácio do emir, conhecido como Dal a o-Bahr, incluem três residências separadas por jardins e pavilhões.

### Djémila

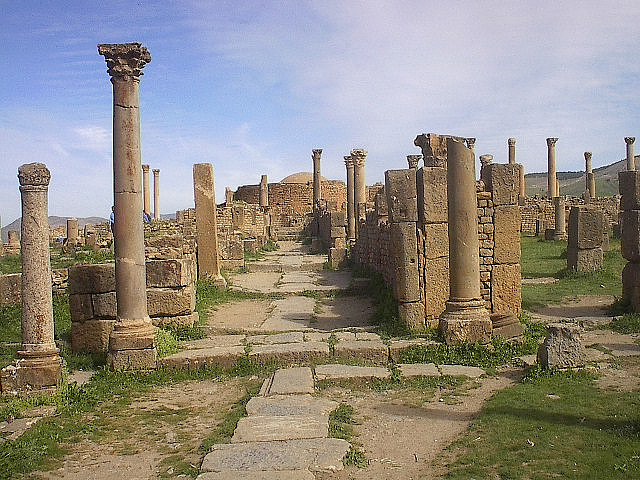
Djémila.

Djémila (em árabe: جميلة, o Formoso, em latín: Cuicul ou Curculum), anteriormente Cuicul, é um pequeno povo de montanha em Argélia, para perto de a costa leste do norte do país, onde se encontram algumas das ruínas mais conservadas bereber-romanas no norte de África. Está situado na região que limita com Constantina e Petite Kabylie.
Em 1982, Djémila converteu-se num patrimônio da humanidade pela UNESCO, por sua adaptação única da arquitectura romana num meio de montanha. Os edifícios significativos na antiga Cuicul incluem um teatro, dois foros, templos, basílicas, arcos, ruas e casas. As ruínas, excepcionalmente bem conservadas, rodeiam o foro dos fortes, uma grande praça pavimentada com uma entrada marcada por um majestuoso arco.

### Casba de Argel

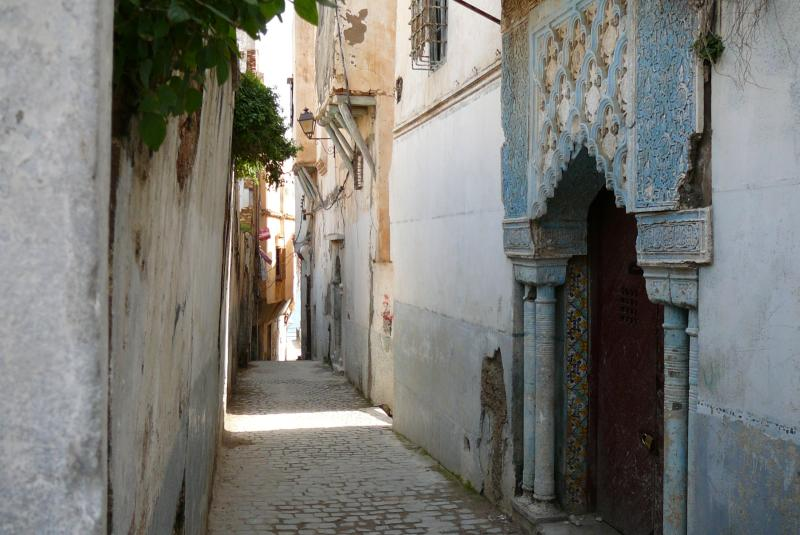
Casba de Argel.

Casba de Argel (em , , qaṣba, que significa cidadela ou fortaleza), é a cidadela de Argel (em árabe: قصبة), na Argélia.
É uma pequena cidade que, construída sobre uma colina, na parte virada para o mar, é dividida em duas: a cidade alta e a baixa. Podem-se encontrar mesquitas e edificacões do século XVII e, especialmente as três grandes mesquitas da cidade de Argel: a mesquita de Ketchaoua (de 1794) flanqueada por duas minaretes, a mesquita nova (de 1660) e a (Djemmá o Kebir), a mais antiga de Argel já que foi construída no final do século XI.